# Sidcley Ferreira Pereira
Sidcley Ferreira Pereira, genannt Sidcley, (* 13. Mai 1993 in Vila Velha) ist ein brasilianischer Fußballspieler. Der Linksfuß wird vorwiegend als linker Verteidiger eingesetzt.

## Karriere
Sidcley startete seine Laufbahn in den Jugendmannschaften des Grêmio Catanduvense und Athletico Paranaense. Beim Zweiten schaffte der Spieler 2014 auch den Sprung in den Profikader. Am 18. Januar 2014 in der Staatsmeisterschaft von Paraná im Spiel gegen den Prudentópolis FC, spielte er von Beginn an bis zur 60. Minute. In der Série A erfolgte dann am 11. September 2014 gegen den Grêmio Porto Alegre sein Debüt. Hier wurde er in 56. Minute eingewechselt und kam infolge zu weiteren Einsätzen von der Bank aus.
In der Saison 2015 startete er mit dem Klub zunächst in der Staatsmeisterschaft von Paraná, wurde aber noch im Frühjahr an den Atletico Paranaense ausgeliehen. Hier sammelte Erfahrungen im Copa do Brasil und in der Série B. Zum Juli 2015 kehrte Sidcley zu Atletico Paranaense zurück. In seinem ersten Einsatz nach seiner Rückkehr erzielte er dann sein erstes Tor als Profi. Im Spiel gegen Fluminense Rio de Janeiro am 12. Juli, nachdem er in der 62. Minute eingewechselt worden war. In derselben Saison kam er auch zu seinem ersten Einsatz auf internationaler Ebene. Bei der Copa Sudamericana 2015 spielte Sidcley in der zweiten Runde am 21. August gegen den Joinville EC ab der 83 Minute.
Am 23. Februar 2018 wurde bekannt gegeben, dass Sidcley aus Leihbasis zum SC Corinthians wechselt. Die Leihe wurde bis an Jahresende befristet. Während Pause zur Fußball-Weltmeisterschaft 2018 bekam Sidcley gleich drei Wechselangebote aus Europa. Alle Angebote enthielten eine Laufzeit über fünf Jahre. Die interessierten Klubs waren Dynamo Kiew, Schachtar Donezk sowie Zenit Sankt Petersburg.
Am 10. Juli 2018 gab Dynamo Kiew den Wechsel offiziell bekannt. Der Kontrakt erhielt eine Laufzeit bis Saisonende 2022/23. Die Ablösesumme soll fünf Millionen Euro betragen haben. Beim Transfer von Athletico Paranaense zu Dynamo Kiew bekam Corinthians knapp 10 Prozent der Ablöse für die vorzeitige Auflösung der Leihe. Sein erstes Spiel in der ukrainischen Premjer-Liha bestritt Sidcley am 25. August 2018. In dem Auswärtsspiel am sechsten Spieltag der Saison 2018/19 gegen Tschornomorez Odessa stand er in der Startelf. Sein Debüt auf europäischer Klubebene gab Sidcley in der Gruppenphase der UEFA Europa League 2018/19. Am 25. Oktober 2018 traf sein Klub im Auswärtsspiel auf den Stade Rennes. In dem Spiel stand er in der Startelf.
Nachdem Sidcley in der Hinrunde der Saison 2019/20 zu keinen Einsätzen gekommen war, ging er in der europäischen Winterpause als Leihgabe zurück zu Corinthians. Am 4. Januar 2020 wurde seine die Rückkehr angekündigt. Die Leihe wurde auf ein Jahr befristet. Die Leihgebühr betrug rund 600.000 Euro und beinhaltete eine Kaufoption für rund 2,7 Millionen Euro zum Vertragsende. Nach seiner Rückkehr zu Dynamo konnte er in der Saison 2020/21 mit dem Klub das Double mit Meisterschaft und Pokal gewinnen.
Zur Saison 2021/22 wurde Sidcley nach Griechenland an PAOK Thessaloniki ausgeliehen. Im August 2022 kehrte er auf Leihbasis in seine Heimat zum Cuiabá EC zurück. Bei dem Klub blieb er bis zum Ende der Série A 2022 im November. Nachdem er in den Planungen von Dynamo Kiew keine Rolle gespielt hatte, wurde er im Februar 2023 erneut verliehen. Sidcley ging nach Bulgarien zu ZSKA Sofia. Die Leihe war bis zum Ende der Saison 2022/23 befristet. Mit dem Klub stand er im Finale des Fußballpokals 2022/23 am 24. Mai 2023 gegen Ludogorez Rasgrad, unterlag mit seinem Klub aber mit 1:3.
Im September 2023 wurde die Rückkehr von Sidcley nach Griechenland zu PAS Lamia nach bekannt. Nach Beendigung der Saison 2023/24 ging er wieder nach Brasilien, wo er einen Vertrag beim Amazonas FC erhielt und noch in der Série B 2024 antrat. Für den Zweitligisten bestritt er elf Ligaspiele. Mitte Februar 2025 nahm ihn der Drittligist Botafogo FC aus João Pessoa unter Vertrag. Nach einem Drittligaspiel zog es ihn im Juli 2025 nach Thailand. Hier unterschrieb er in Ratchaburi einen Vertrag beim Erstligisten Ratchaburi FC. Ende Juli 2025 wurde sein Vertrag bei dem Erstligisten wieder aufgelöst.

## Erfolge
Atletico Paranaense
- Staatsmeisterschaft von Paraná: 2016

Corinthians
- Staatsmeisterschaft von São Paulo: 2018

Dynamo Kiew
- Premjer-Liha: 2020/21
- Ukrainischer Fußballpokal: 2020/21